# Barramundi
A barramundi (Lates calcarifer) más elnevezéssel óriás ausztrál sügér vagy ázsiai sügér, a Lates nemhez, a Latidae családhoz és a sügéralakúak rendjébe tartozó katadróm hal. Ausztrália nemzeti hala, az őslakók nyelvéből eredő elnevezése annyit jelent "nagypikkelyű ezüsthal".
Nagy gazdasági jelentőséggel bíró hal, húsa ízletes, egészséges, szálkamentes, ezért a népélelmezésben betöltött szerepe egyre fontosabb, hiszen gazdaságosan előállítható keresett termék és világszerte már több helyen létesítettek barramundi farmokat.

## Előfordulása
Északon az Indiai-óceán partvidékén, délen az Északkelet-Ausztrália partjainál, valamint nyugati irányban a Perzsa-öbölig őshonos. Könnyen értékesíthető és világszerte keresett hal, ezért több országban a halgazdaságok mesterséges tavakban vagy az úgynevezett halfarmokon tenyésztik. Az iparszerű előállítása Thaiföldön az 1970-es években kezdődött, majd Délkelet-Ázsia más országaiban is teret nyert. Növekvő gazdasági jelentősége miatt Ázsia, Ausztrália és Észak-Amerika után Európában is megjelentek a barramundi farmok. Magyarországon 2011 óta egy jászkiséri halfarmon létesített beruházásnak köszönhetően jelentős kereskedelmi mennyiséget állítanak elő.

### Hasonló fajok
A Magyarországban előforduló halfajokkal nehezen téveszthető össze. Közeli rokona a japán sügér (Lates japonicus), mely megjelenésében hasonlít hozzá, de ennek a halnak zömökebb a teste és nagyobbak az úszói. Szintén hasonló a nílusi sügér (Lates niloticus), amelyet régebben telepítettek is Ausztráliába, de ma már tilos, mivel kiszorítja a barramundit.

## Megjelenése
Széles körben elterjedt nagytestű ragadozó hal. Nagyságát tekintve kifejlett példányai elérik a 29–60 centimétert, de akár másfél méteresre is megnőhet. Teste megnyúlt, a szája ferde és felső állkapcsának széle a szeme mögé ér. Pikkelyei nagyok és ezüstszínűek. A fogyasztók számára előnyös tulajdonságokkal rendelkezik, hiszen kiváló a húsminősége, szálkamentes és gyorsan növekszik.

## Életmódja
A barramundi katadróm faj, életének első 2–3 évét édesvízben tölti, elsősorban olyan tavakban és folyókban, amelyekből könnyedén át tud jutni a tengerbe. Továbbá úgynevezett eurihalin halfaj is, hiszen nagyfokú alkalmazkodó képességgel rendelkezik, ezért jól tűri a sós és a brakkvizet is. Érzékeny viszont a hőmérsékleti ingadozásra és nem viseli el a 18 Celsius alatti vízhőmérsékletet.
A kifejlett barramundi ragadozó életmódot folytat, étrendjét elsősorban különböző rákok és halak alkotják. A fiatalabb egyedei azonban még mindenevők, a kisebb ízeltlábúak és halak mellett különböző planktonikus szervezeteket és algákat is fogyasztanak. Élőhelyként azokat a vizeket kedveli, ahol a vízhőmérséklet nem csökken 20 Celsius-fok alá. Nemcsak mesterséges, hanem természetes környezetében is gyorsan a növekszik.

## Szaporodása
A faj sajátossága, hogy protandrikus hermafrodita, mely azt jelenti, hogy a barramundi tejesként válik ivaréretté és egy részük alakul csak át ikrássá. Természetes környezetében ez a folyamat igen lassú és a 100 centiméter feletti halaknál történik meg a nemváltás. Ez azonban a mesterséges tartás során ettől eltérő és lényegesen gyorsabb folyamat.
Iváshoz 3-4 éves korában a tengerekbe vándorol. Termékeny halfaj, mivel ikrásai 30-40 millió ikrát raknak. A pelágikus ikrák a dagály segítségével jutnak el a folyók torkolatvidékére, ahol a kelés és a lárvafejlődés szakasza után a fiatal ivadékok a folyóvizekben felfelé mennek az édesvízben.

## Hasznosítása
Népszerű a szakácsok és a fogyasztók körében is, melyet annak is köszönhet, hogy nem tartozik a drága árfekvésű halak közé. Húsa pillanatok alatt elkészíthető és kiemelkedően magas omega-3 zsírsav tartalommal rendelkezik. Íze vajszerűen lágy, egyedülálló gasztronómiai élmény, hiszen nem igényel túlzott fűszerezést, de mégis elegáns, és igazán különleges étel. Nagyszerű sporthal, ezért Ausztráliában és más élőhelyein horgászata kiváló időtöltés és népszerű a hobbihorgászok körében.

## Galéria

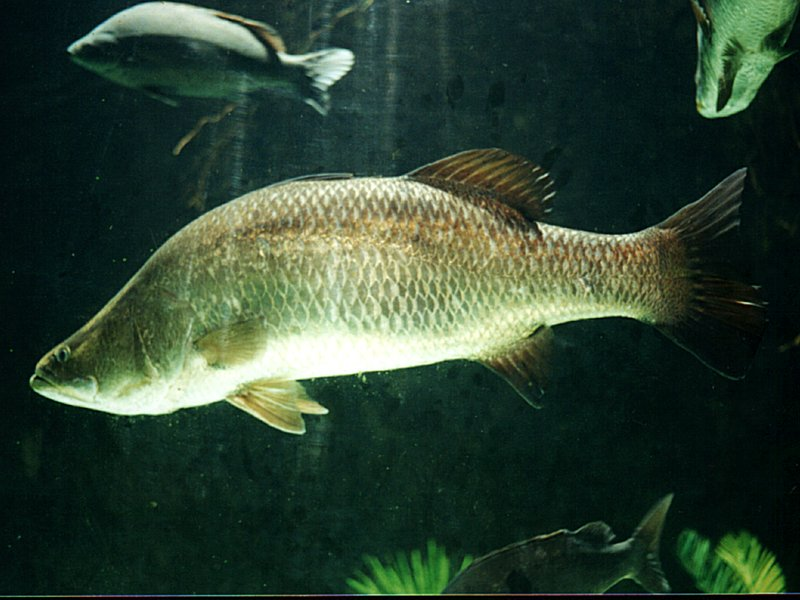
Felvétel egy akváriumban lévő barramundiról
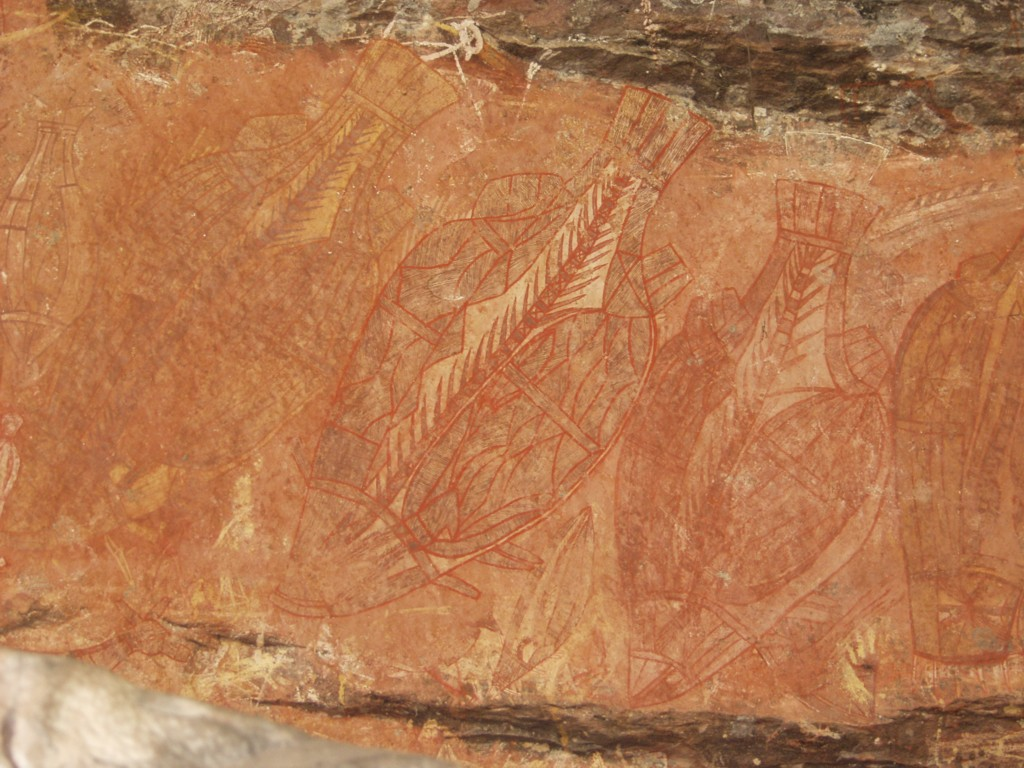
A Kakadu Nemzeti Parkban található barramundit ábrázoló sziklarajz
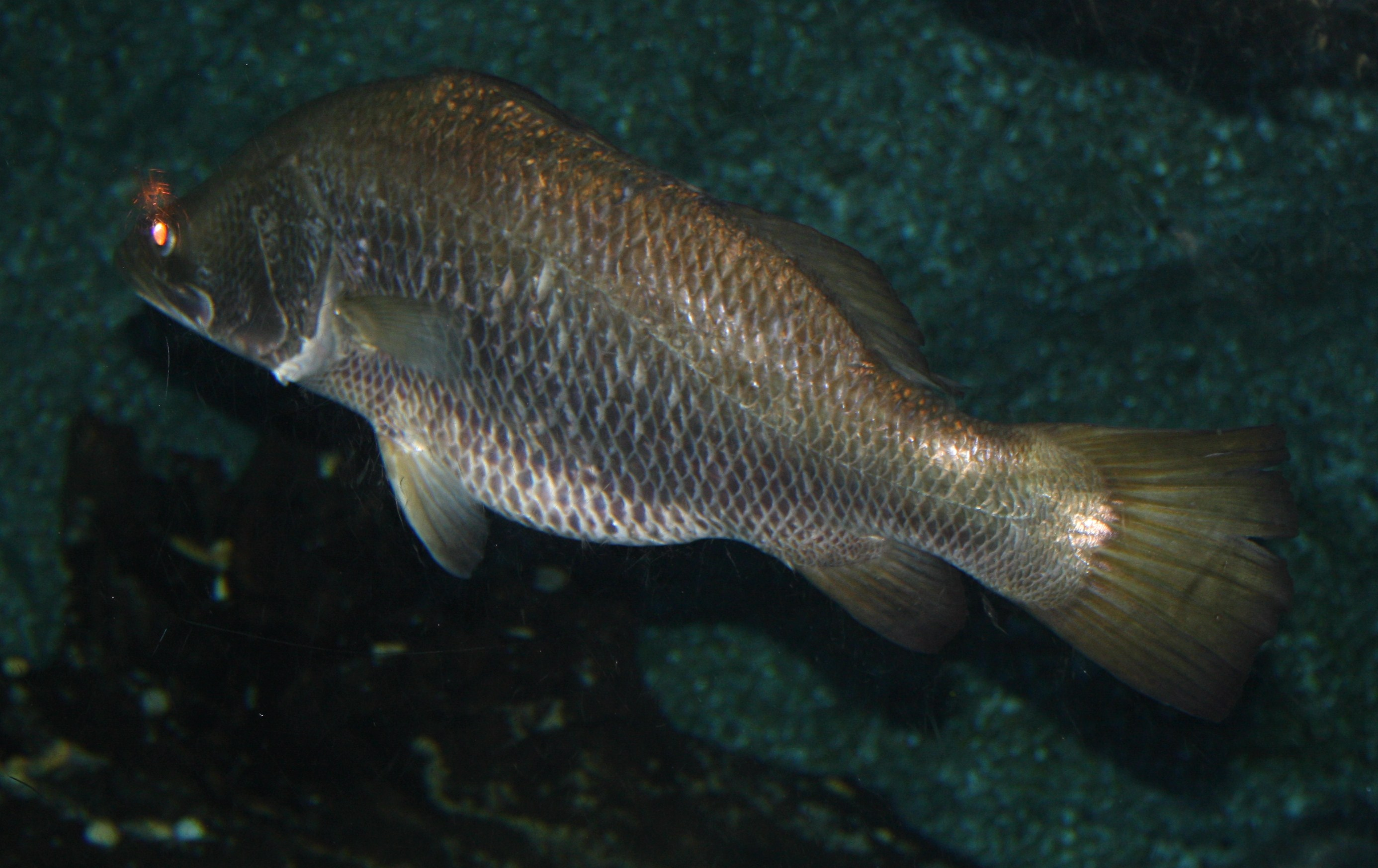
Barramundi fotó Siam Centre, Bangkokból
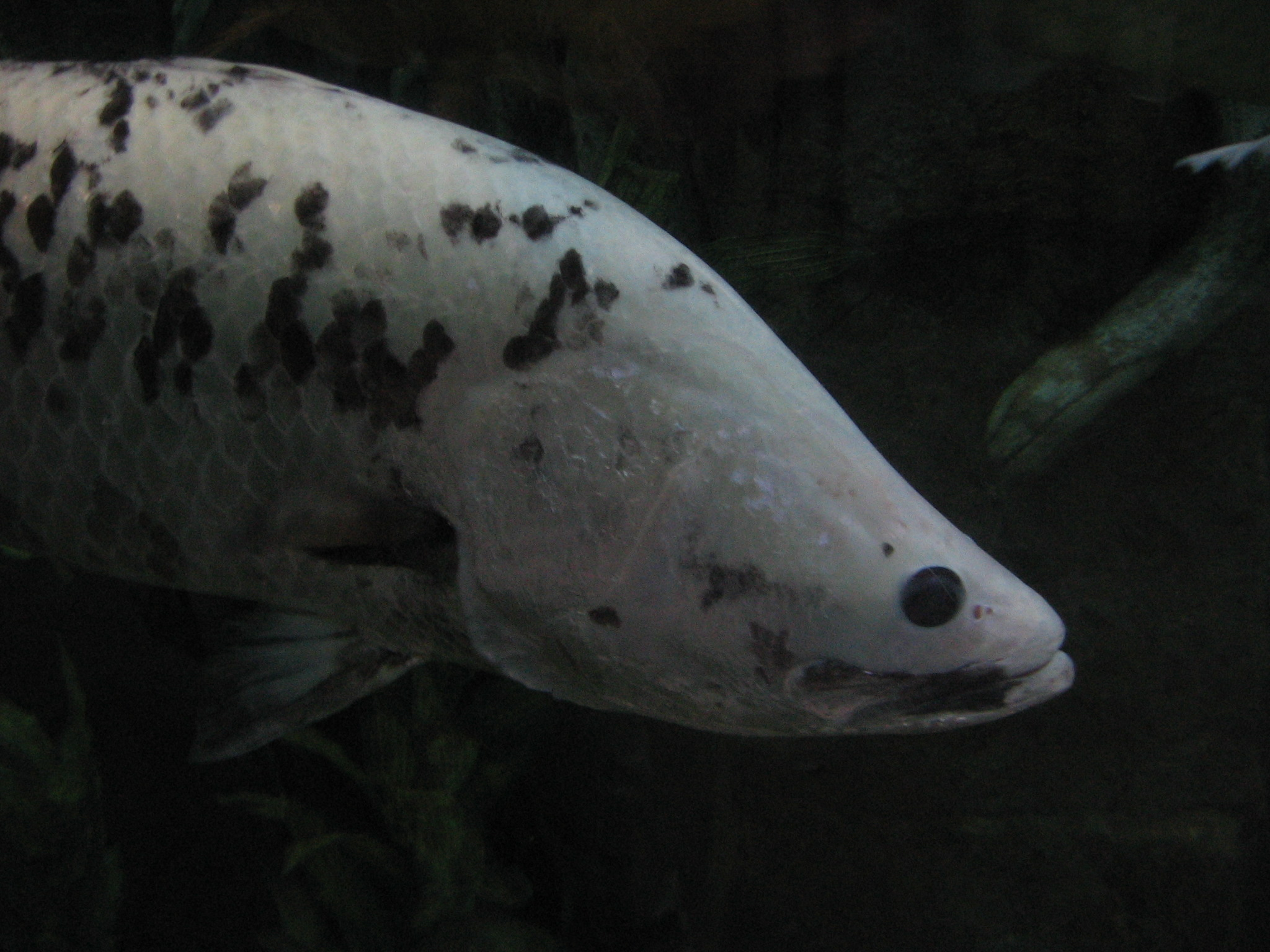
Egy pigmenthiányos barramundi

### Internetes leírások a barramundiról
- A faj adatlapja a FishBase oldalán. FishBase. (Hozzáférés: 2011. november 26.)
- A taxon adatlapja az ITIS adatbázisában. Integrated Taxonomic Information System. (Hozzáférés: 2011. november 26.)
- Asian Seabass Lates calcarifer (Bloch, 1790). BioLib.cz. (Hozzáférés: 2011. november 26.)
- Lates calcarifer Barramundi (angol nyelven). Encyclopedia of Life. (Hozzáférés: 2011. november 26.)
- Lates calcarifer (Bloch, 1790) (angol nyelven). uBio. (Hozzáférés: 2011. november 26.)
- Lates calcarifer (Bloch, 1790). WoRMS World Register of Marine Species. (Hozzáférés: 2011. november 26.)
- Barramundi (Lates calcarifer) - Gulf of Carpentaria. Queensland government. [2011. március 31-i dátummal az eredetiből archiválva]. (Hozzáférés: 2011. november 26.)
- Lates calcarifer (Block , 1790). Food and Agriculture Organization of the United Nations. (Hozzáférés: 2011. november 26.)